# Andrzej Rosiński (wojskowy)
Andrzej Rosiński (ur. 22 czerwca 1948) – polski kontradmirał i inżynier techniki nawigacji, morski dyplomowany oficer okrętów rakietowych. W 1966 rozpoczął służbę w Siłach Zbrojnych, był dowódcą 2 dywizjonu Kutrów Rakietowo-Torpedowych oraz 9 Flotylli Obrony Wybrzeża. Od 2005 szef Szefostwa Szkolenia Morskiego – zastępca szefa Szkolenia Marynarki Wojennej.

## Wykształcenie
Andrzej Rosiński urodził się 22 czerwca 1948 w Łodzi. W latach 1966–1970 ukończył wyższe zawodowe studia wojskowe na Wydziale Pokładowym Wyższej Szkoły Marynarki Wojennej w Gdyni, uzyskując tytuł inżyniera nawigatora statku morskiego. Jest również absolwentem studiów dowódczo-sztabowych w Akademii Marynarki Wojennej ZSRR w Leningradzie (1980–1982). W okresie od 1991 do 1992 odbył Podyplomowe Studia Operacyjno-Strategiczne na Wydziale Strategiczno-Obronnym Akademii Obrony Narodowej w Warszawie.

## Służba wojskowa
Na pierwsze stanowisko służbowe wyznaczono go do 3 dywizjonu kutrów torpedowych 3 Brygady Kutrów Torpedowych w Gdyni, gdzie został dowódcą działu II rakietowo-artyleryjskiego kutra rakietowego projektu 205 ORP „Hel”. W 1973 objął podobne stanowisko na bliźniaczym okręcie ORP „Oksywie” z 1. dywizjonu Kutrów Rakietowo-Torpedowych 3 Flotylli Okrętów w Gdyni. Od 1974 do 1980 był kolejno oficerem flagowym broni rakietowo-artyleryjskiej (1974–1979) oraz szefem Sztabu – zastępcą dowódcy (1979–1980) w 2 dywizjonie Kutrów Rakietowo-Torpedowych 3 Flotylli Okrętów. Następnie pełnił funkcję starszego oficera w Oddziale Operacyjnym Sztabu Marynarki Wojennej w Gdyni, a w latach 1985–1988 dowodził 2 dywizjonem Kutrów Rakietowo-Torpedowych.
W 1988 został szefem Wydziału Operacyjno-Szkoleniowego – zastępcą szefa Sztabu 3 Flotylli Okrętów, natomiast w okresie od 1990 do 1996 kierował Sztabem 3 Flotylli Okrętów, będąc jednocześnie I zastępcą dowódcy tego związku taktycznego. Potem przeszedł do Akademii Marynarki Wojennej w Gdyni, w której zajmował stanowisko zastępcy komendanta ds. ogólnych. Od 2002 dowodził 9 Flotyllą Obrony Wybrzeża na Helu. W 2005 wyznaczono go szefem Szefostwa Szkolenia Morskiego – zastępcą szefa Szkolenia w Dowództwie Marynarki Wojennej w Gdyni.
Odszedł do rezerwy – uroczyste pożegnanie kontradmirała i innych odchodzących oficerów odbyło się 30 stycznia 2008 r.
| Awansował kolejno na stopnie oficerskie: |
| - podporucznika marynarki – 1970 - porucznika marynarki – 1973 - kapitana marynarki – 1977 - komandora podporucznika – 1981 - komandora porucznika – 1985 - komandora – 1989 - kontradmirała – 2002 |

## Odznaczenia
- Krzyż Kawalerski Orderu Odrodzenia Polski
- Złoty Krzyż Zasługi
- Złoty Medal Siły „Zbrojne w Służbie Ojczyzny”
- Srebrny Medal „Siły Zbrojne w Służbie Ojczyzny”
- Brązowy Medal „Siły Zbrojne w Służbie Ojczyzny”
- Złoty Medal „Za Zasługi dla Obronności Kraju”
- Srebrny Medal Za zasługi dla obronności kraju
- Brązowy Medal Za zasługi dla obronności kraju